# Hexatoma virgulativentris
Hexatoma virgulativentris är en tvåvingeart som först beskrevs av Günther Enderlein 1912.  Hexatoma virgulativentris ingår i släktet Hexatoma och familjen småharkrankar.
Artens utbredningsområde är Colombia. Inga underarter finns listade i Catalogue of Life.